# 99

## Decese
- dată necunoscută: Papa Clement I  (n. ?)
- dată necunoscută: Apostolul Ioan apostol creștin (n. 11)